# Naksos (miasto)
Naksos (gr. Νάξος) – greckie miasto na wyspie Naksos, które znajduje się na Morzu Egejskim. Miejscowość ta jest siedzibą gminy Naksos i Mikres Kiklades. Miasto było stolicą Księstwa Naksos.